# Municipio de Hittle
El municipio de Hittle (en inglés: Hittle Township) es un municipio ubicado en el condado de Tazewell en el estado estadounidense de Illinois. En el año 2010 tenía una población de 591 habitantes y una densidad poblacional de 7,54 personas por km².

## Geografía
El municipio de Hittle se encuentra ubicado en las coordenadas 40°21′3″N 89°19′25″O / 40.35083, -89.32361. Según la Oficina del Censo de los Estados Unidos, el municipio tiene una superficie total de 78.38 km², de la cual 78,36 km² corresponden a tierra firme y (0,03 %) 0,03 km² es agua.

## Demografía
Según el censo de 2010, había 591 personas residiendo en el municipio de Hittle. La densidad de población era de 7,54 hab./km². De los 591 habitantes, el municipio de Hittle estaba compuesto por el 99,66 % blancos, el 0,17 % eran asiáticos, el 0,17 % eran de otras razas. Del total de la población el 1,86 % eran hispanos o latinos de cualquier raza.